# Deux-Chaises
Deux-Chaises – miejscowość i gmina we Francji, w regionie Owernia-Rodan-Alpy, w departamencie Allier.

## Demografia
Według danych na rok 1990 gminę zamieszkiwało 438 osób, a gęstość zaludnienia wynosiła 11 osób/km². W styczniu 2015 r. Deux-Chaises zamieszkiwało 421 osób, przy gęstości zaludnienia wynoszącej 10,6 osób/km².